# ادرا رامچاندراپور
ادرا رامچاندراپور (به لاتین: Adra Ramchandrapur) یک منطقهٔ مسکونی در بنگلادش است که در استان چیتاگونگ واقع شده‌است.